# القلب الواشي
«القلب الواشي» (بالإنجليزية: The Tell-Tale Heart)‏ هي قصة قصيرة كتبها إدغار آلان بو نشرت لأول مرة في 1843. ويحكيها راوي لم يذكر اسمه يسعى لإقناع القارئ بسلامة عقله، في حين يصف جريمة قتل ارتكبها. (وكانت الضحية رجلا عجوزا له «عين نسر» ثاقبة، كما يصفها الراوي.) ويتم التخطيط لعملية القتل بعناية، ويخفي القاتل الجثة بتقطيع أوصالها وإخفائها تحت ألواح الأرضية. في نهاية المطاف يتجلى إحساس الراوي بالذنب في شكل هلوسة حيث يسمع صوت قلب الرجل العجوز وهو يدق تحت ألواح الأرضية.
لم يوضح بو العلاقة، إن وجدت، بين الرجل العجوز وقاتله. ينفي الراوي وجود أي مشاعر بالكراهية أو الاستياء من الرجل. ويقول: "كنت أحب الرجل العجوز! لم يخطئ بحقى أبدا! ولم يهنّي أبدا!". وينفي أيضا أنه قتل بدافع الجشع: 'لم يكن هناك شيء'، ' لم يكن لدي أي رغبة بذهبه." وقد قيل أن الرجل العجوز هو شخصية أبوية لدى الراوي، حيث أنه قد يكون مالك بيت الراوي، أو أن الراوي يعمل لديه كخادم، وأن "عين النسر" تمثل سرا خفيا أو قوة. إلا أن غموض الشخصيات الرئيسية وعدم وجود التفاصيل عن اثنين من تقف في تناقض صارخ مع تفاصيل الحبكة التي أدت إلى القتل.
وقد نشرت هذه القصة لأول مرة في مجلة جيمس راسل لويل المدعوة بايونير في يناير 1843. وتعتبر القصة ضمن كلاسيكيات الأدب القوطي وهي إحدى أشهر قصص بو.
بقيت الدوافع المحددة للجريمة (بعيدًا عن نفور الراوي من عين العجوز)، والعلاقة بين الراوي والعجوز، وجنس الراوي، وتفاصيل أخرى، غير واضحة. ينكر الراوي امتلاكه أي شعور أو كراهية أو امتعاض من العجوز الذي، كما قيل، لم يظلم الراوي. ينكر الراوي أيضًا أنه قتل بدافع الطمع.
خُمن أن الرجل العجوز يمثل شخصية أب، مؤجر الراوي، أو أن الراوي يعمل خادمًا عند العجوز، ومن المحتمل أن عين النسر تمثل سرًا أو قوةً خفية. يقف الغموض والافتقار للتفاصيل حول الشخصيتين الرئيسية في تناقض صارخ مع تفاصيل المؤامرة المحددة التي أدت إلى القتل.

## ملخص الحبكة
«القلب الواشي» هي سرد بلسان المتكلم لراوٍ غير مسمى، يصرّ على سلامة عقله، ولكنه يعاني من مرض ما (العصبية) يؤدي إلى «حالة من فرط الإحساس».
يملك العجوز الذي يعيش معه الراوي عينًا غائمة شاحبة وزرقاء «تشبه عين الصقر»، والتي تشتت الراوي لدرجة أنه يخطط لقتل العجوز، بعيدًا عن إصرار الراوي على حبه للعجوز. يصر الراوي على أن الالتزام الدقيق الحذر بارتكاب الجريمة يثبت أنه لا يمكن أن يكون مجنونًا. لسبعة ليالٍ، يفتح الراوي باب غرفة العجوز ليبرز شعلةً من الضوء في وجه «عين الشر». ومع ذلك، تبقى عين العجوز الصقرية مغلقةً دائمًا، ما يجعل تنفيذ المهمة مستحيلًا.
في الليلة الثامنة، يفيق العجوز بعد انزلاق يد الراوي وحدوث ضجة، مقاطعًا طقس الراوي الليلي. ولكن الراوي يقرر البقاء وعدم الرجوع، وبعد فترة، يقرر إشعال الفانوس. يلمع خيط رفيع من الضوء ويهبط بدقة على عين الشر، كاشفًا أنها مفتوحة على اتساعها. بعد سماع دقات قلب العجوز الصاخبة والمتسارعة لارتعابه، يقرر الراوي الهجوم، قافزًا بصيحة عالية وخانقًا العجوز في فراشه. يقطع الراوي بعد ذلك أوصال الجثة ويخفيها تحت ألواح الأرضية، ويتأكد من طمس كافة معالم الجريمة. رغم ذلك، يؤدي صراخ العجوز خلال الليل بأحد الجيران إلى تبليغ الشرطة، الذين يدعوهم الراوي لتفتيش المكان. يدعي الراوي أن الصراخ الذي سُمع كان صراخه هو من كابوس رآه وأن العجوز مختفٍ في البلدة. واثقًا أنهم لن يجدوا أي دليل على الجريمة، يحضر الراوي لهم كراسي ويجلسهم في غرفة العجوز، على البقعة ذاتها التي تختفي تحتها الجثة، ولا يشكّون بشيء لأن الراوي له أسلوب مرحب وبسيط.
يبدأ الراوي بالشعور بعدم الارتياح ويلاحظ طرقًا في أذنيه. بعد ازدياد الطرق، يخلُص الراوي إلى أن مصدر الصوت هو خفقان قلب العجوز تحت الأرضية. يرتفع الصوت بثبات، رغم عدم انتباه رجال الشرطة إليه. مرعوبًا من الطرق العنيف ومقتنعًا أن رجال الشرطة واعون لا لصوت دقات القلب فقط، بل لذنب الراوي أيضًا، ينهار الراوي ويعترف، إذ يخبرهم أن يكسروا ألواح الأرضية لكشف بقايا جثة العجوز.

## تاريخ النشر
نُشرت قصة «القلب الواشي» أول مرة في يناير عام 1843 في العدد الافتتاحي لمجلة الرائد: مجلة أدبية ونقدية، وهي مجلة بقيت لفترة قصيرة في بوسطن، وحررها جيمس راسل لويل وروبرت كارتر اللذان أُدرجا بصفتهما صاحبَي المجلة في الغلاف الأمامي. نُشرت المجلة في بوسطن بواسطة ليلاند وويتنغ وفي فيلادلفيا من قبل درو وسكاميل.
يُقال إن بو تلقى 10 دولارات على القصة. تضمن المنشور الأصلي للقصة عبارةً مقتبسة من قصيدة هنري وادزورث لونغفيلو «ترنيمة حياة». نُقحت القصة قليلًا عندما أُعيد نشرها في الثالث والعشرين من أغسطس عام 1845، في إصدار صحيفة برودواي. حذف هذا الإصدار قصيدة لونغفيلو لأن بو اعتقد أنها مسروقة. أُعيدت طباعة «القلب الواشي» عدة مرات إضافية خلال حياة بو.

## روابط خارجية
- القلب الواشي على موقع الموسوعة البريطانية (الإنجليزية)